# Francis Turville-Petre
Francis Adrian Joseph Turville-Petre (geboren am 4. März 1901; gestorben am 16. August 1942 in Kairo) war ein britischer Archäologe. Bekannt ist er vor allem für seine Entdeckung des Schädels eines Homo heidelbergensis in der Zuttiyeh-Höhle nördlich des Sees Genezareth im heutigen Israel im Jahre 1925. In literaturgeschichtlicher Hinsicht ist der recht exzentrische Turville-Petre durch seine Freundschaft mit den Schriftstellern W. H. Auden, Christopher Isherwood und Stephen Spender von Bedeutung, die ihn als mehr oder minder fiktionalisierte Figur in mehreren ihrer Werke auftreten lassen. 

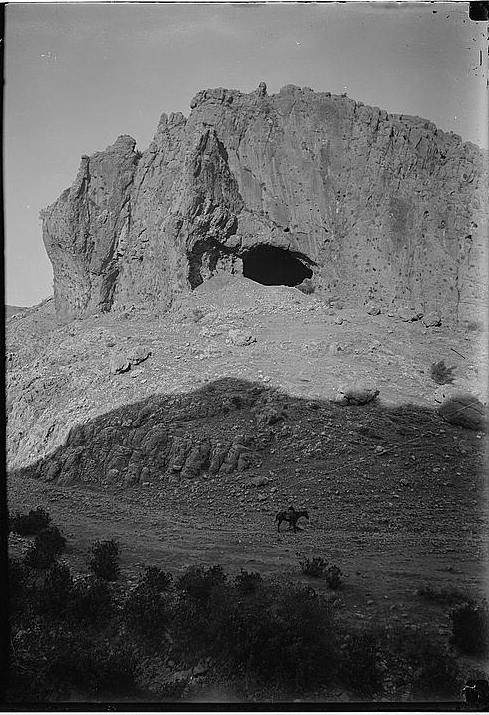
Ansicht der Zuttiyeh-Höhle (um 1900)

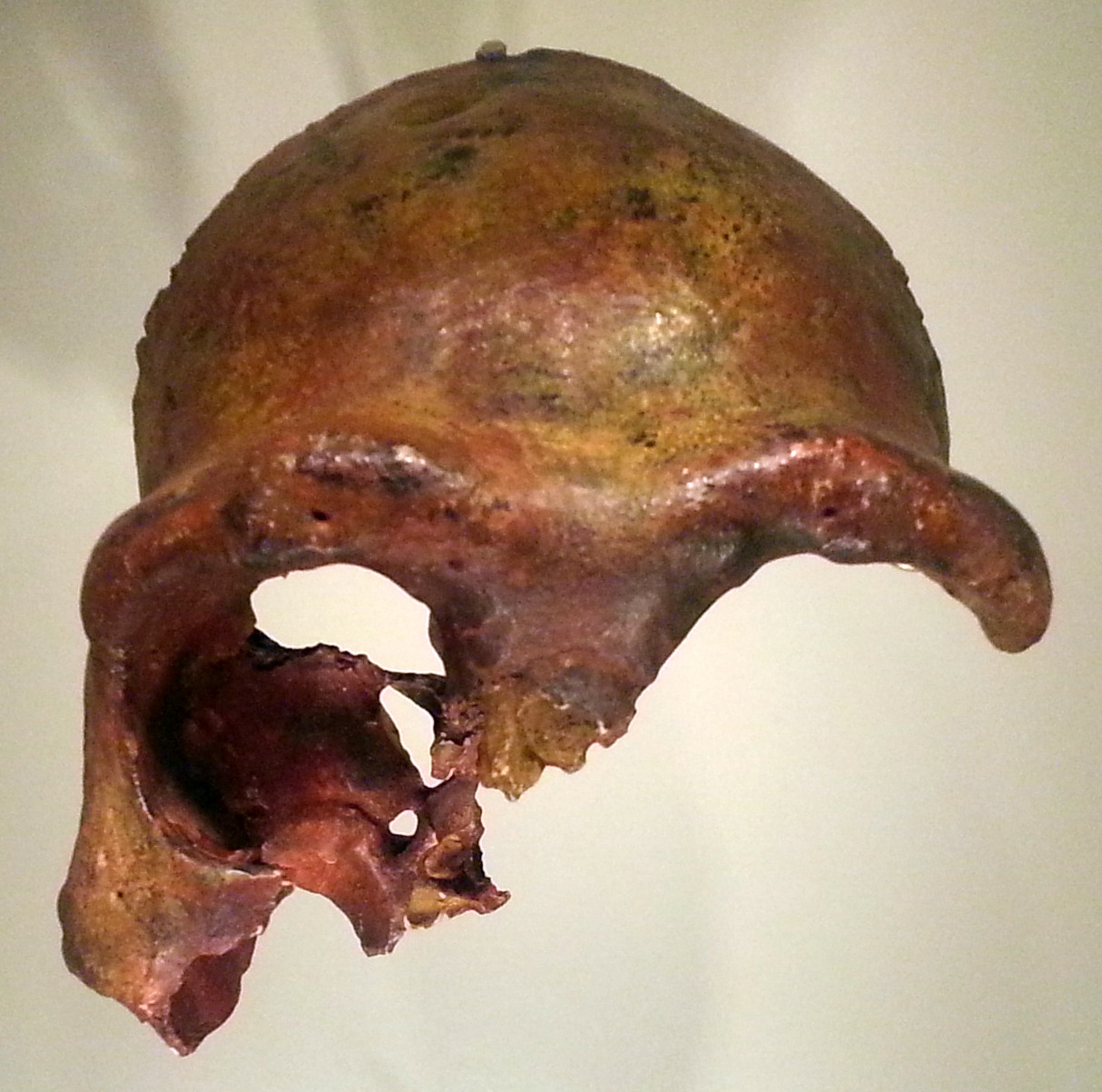
Kopie des in der Zuttiyeh-Höhle gefundenen Schädels des „Galiläa-Mannes“, Israel-Museum. Das Original befindet sich im Rockefeller-Museum, dem früheren, 1938 eröffneten Palestine Archaeological Museum in Ost-Jerusalem.

## Leben und Werk
Francis Turville-Petre entstammte einer vermögenden katholischen Familie, die Ländereien in Warwickshire, Lincolnshire und Leicestershire besaß; er hatte drei Schwestern sowie einen Bruder, Gabriel Turville-Petre, der später als Spezialist für die Isländische Literatur des Mittelalters berühmt wurde und von 1941 bis 1975 Professor der University of Oxford war. Auch Francis Turville-Petre studierte in Oxford und wurde hier insbesondere von Robert Ranulph Marett gefördert, der ihn an das Studium der Anthropologie und der Ur- und Frühgeschichte heranführte. Sein Studium schloss er jedoch nicht ab; wegen seiner Homosexualität, aus der er zeit seines Lebens kein Geheimnis machte, wurde Turville-Petre von seinen Kommilitonen übel mitgespielt, und als sein Studentenzimmer im Exeter College vandaliert wurde, verließ er Oxford und begab sich nach Palästina, das 1920 ein Völkerbundsmandat unter britischer Verwaltung geworden war.
Angeregt von den Arbeiten Paul Karges zur Vorgeschichte Palästinas begann er zunächst auf eigene Faust mit der Erkundung einiger Stätten nördlich des Sees Genezareth in Galiläa. Im März 1925 bewilligte ihm die British School of Archaeology in Jerusalem ein Stipendium von £20 für Grabungen in der Zuttiyeh-Höhle, die im April des Jahres begannen. Am 16. Juni fand er hier Fragmente eines Schädels, den er zunächst für den eines Neandertalers hielt. Die Knochen wurden Arthur Keith zugesandt, der in seiner ersten Einschätzung die Vermutung äußerte, dass es sich um einen noch älteren Hominiden handele. Seither ist der Schädel als der eines Homo heidelbergensis klassifiziert und auf ein Alter von rund 250.000 datiert worden, womit er bis heute einen der ältesten Hominidenfunde in Vorderasien darstellt. Nachdem die Grabungen 1926 abgeschlossen waren, kehrte Turville-Petre zunächst nach England zurück und stellte seine Funde 1927 in zwei Publikationen vor, zum einen in einem kurzen Artikel in der Zeitschrift Antiquity, zum anderen in einer Monographie im Verlag der British School. Nach seiner Rückkehr nach Palästina 1928 begleitete er dann Dorothy Garrod auf eine Expedition im Norden Iraks; hier ergruben sie gemeinsam einige der Höhlen des Hazar-Merd-Komplexes. Anschließend begab er sich nach Berlin, um dort von Magnus Hirschfeld seine Syphilis-Infektion behandeln zu lassen, die ihm immer mehr zusetzte.
1930 kehrte er nach Palästina zurück und begann – wiederum mit Unterstützung der British School – mit Ausgrabungen im Dolmenfeld östlich von Kerazeh (Chorazin), die aber kaum ergiebig waren. Im Oktober des Jahres kehrte er zwischenzeitlich zur Zuttiyeh-Höhle zurück; hier kamen im Verlauf der zweimonatigen Grabungen einige mittelpaläolithische Artefakte zum Vorschein. Im Sommer 1931 begann er mit Dorothy Garrod mit Grabungen in der Kebara-Höhle im Karmelgebirge, doch verließ er diese Expedition nach drei Monaten; offenbar war es zu einem Zerwürfnis zwischen den Grabungsleitern gekommen, möglicherweise da Turville-Petre zusehends dem Alkohol zusprach. Er verließ Palästina und ließ sich in Griechenland nieder und pachtete für zehn Jahre ein Grundstück auf Agios Nikolaos, einer winzigen Insel im Euripos. Ursprünglich war sein Plan, von hier aus ein Hügelgrab auf dem Festland zu erforschen, das er nicht nur für mykenisch hielt, sondern für Aulis, den Ort, an dem der griechischen Mythologie zufolge Iphigenie geopfert wurde. Aus diesem Vorhaben wurde jedoch nichts, da ihm die griechischen Behörden eine Grabungslizenz verweigerten, möglicherweise, weil Gerüchte über seinen liederlichen Lebenswandel laut wurden. Nach dem Einmarsch der Wehrmacht in Griechenland 1941 ließ sich Turville-Petre nur mit Not überzeugen, das Land zu verlassen, und wurde schließlich mit dem letzten britischen Schiff, das Piräus unbeschadet verlassen konnte, nach Ägypten evakuiert. Hier starb er ein Jahr darauf offenbar an den Spätfolgen der Syphilis.

## Publikationen
- Pre-historic Remains in the Vicinity of et-Tabghah, Lake of Tiberias. In: Bulletin of the British School of Archaeology in Jerusalem 3, 1923, S. 32–33.
- Excavation of Two Palaeolithic Caves in Galilee. In: Bulletin of the British School of Archaeology in Jerusalem 7, 1925, S. 99–101.
- Prehistoric Galilee. In: Antiquity 1:3, 1927, S. 299–310.
- (mit Dorothea M. Bate, Charlotte Bayne und Sir Arthur Keith): Researches in Prehistoric Galilee, 1925-1926. Council of the British School of Archaeology in Jerusalem, London 1927.
- Dolmen Necropolis near Kerazeh, Galilee: Excavations of the British School of Archaeology in Jerusalem, 1930. In: Palestine Exploration Fund Quarterly Statement 63, 1931, S. 155–166.
- Excavations in the Mugharet el-Kebarah. In: Journal of the Royal Anthropological Institute 62, 1932, S. 271–76.

## Sekundärliteratur
- Ofer Bar-Yosef und Jane Callander: A Forgotten Archaeologist: The Life of Francis Turville-Petre. In: Palestine Exploration Quarterly 129:1, 1997, S. 2–18.

| Personendaten    | Personendaten                                              |
| ---------------- | ---------------------------------------------------------- |
| NAME             | Turville-Petre, Francis                                    |
| ALTERNATIVNAMEN  | Turville-Petre, Francis Adrian Joseph (vollständiger Name) |
| KURZBESCHREIBUNG | britischer Archäologe                                      |
| GEBURTSDATUM     | 4. März 1901                                               |
| STERBEDATUM      | 16. August 1942                                            |
| STERBEORT        | Kairo                                                      |